# Liga Olimpeña de Fútbol
La Liga Olimpeña de Fútbol es la liga oficial de fútbol de la ciudad de Fuerte Olimpo, capital del departamento Alto Paraguay, la cual forma parte de la Federación de Fútbol del Decimosexto Departamento Alto Paraguay, siendo una de las 17 federaciones de la Unión del Fútbol del Interior. Tras estar desafiliado por la UFI varios años (por problemas ambientales de la ciudad), la Liga volvió a reafiliarse en 2001, que desde entonces el campeonato viene desarrollándose con normalidad anualmente.

## Equipos participantes
- 7 de Septiembre
- Deportivo Alto Paraguay
- General Bernardino Caballero
- Atlético Juventud
- Sportivo Olimpeño
- Club Teniente Fortunato Villalba
- 12 de Octubre
- 3 Cerros